# یوسیپ پالادا
 یوسیپ پالادا (صربی: Јосип Палада؛ ۵ فوریهٔ ۱۹۱۲ – ۴ مهٔ ۱۹۹۴) یک تنیس‌باز اهل کرواسی بود.